# بورتر إنغرام
بورتر إنغرام هو محامي وقاضي وسياسي أمريكي، ولد في 2 أبريل 1810 في مارلبورو في الولايات المتحدة، وتوفي في 3 ديسمبر 1893. نشط حزبياً في الحزب الديمقراطي.